# Trichopteryx caliginosa
Trichopteryx caliginosa là một loài bướm đêm trong họ Geometridae.